# Пневматика

Робота пневмоприводу

Пневматика (від грец. πνεῦμα — дихання, подих, дух) — розділ фізики, що вивчає рівновагу і рух газів, а також, інженерної механіки, присвячений механізмам і пристроям що використовують перепад тиску газу для своєї роботи.

## Загальна характеристика
Технічно пневматика близька до гідравліки.
Пневматичні виконавчі механізми — пневмоприводи на основі пневмодвигунів (пневмоциліндри, пневмокамери та інше) широко використовуються в промисловості. Для забезпечення роботи такого обладнання, подібно до мережі електропостачання, на підприємствах створюють централізовану систему постачання та розподілу стисненого повітря чи іншого газу.
Зазвичай, пневматичні пристрої використовують золотники або клапани для керування потоками газу (повітря), але є ціла група пристроїв, що використовують особливості протікання струменів газу в каналах певної форми. Такі струменеві пристрої взагалі не мають рухомих деталей, відрізняються дешевизною виготовлення і високою стійкістю до температури та електромагнітного випромінювання.

## Переваги пневматики
Екологічна чистота
- Результатом будь-якого витоку з пневматичної системи, що використовує повітря, буде те ж атмосферне повітря.

Доступність
- Атмосферне повітря завжди доступне.

Надійність
- Пневматичні системи зазвичай мають тривалі терміни служби і вимагають меншого обслуговування, ніж гідравлічні.

Зберігання
- Стиснений газ можна довго зберігати в балонах, дозволяючи використовувати пневматику без електроенергії.

Безпека
- Менша пожежонебезпека в порівнянні з гідравлікою на оливах.
- Пневматичні машини через значну стисливість повітря краще захищені від перевантажень, ніж гідравлічні.

Технологічність
- Пневматичний механізм не вимагає додаткового відведення. Відпрацьоване повітря можна випустити в атмосферу.
- Пневматичні машини легко розробити на базі звичайних циліндрів і поршнів.
- Пневматичні машини легко виготовити, оскільки пневматика зазвичай не вимагає деталей високої точності.

Питомі показники
- Пневматична система легша, ніж гідравлічна, за такого ж тиску.
- Питома потужність, передавана по однакових трубах, у пневматики вища, ніж у гідросистем, а втрати менші.
- У пневмоприводів вища швидкість, ніж у гідравлічних.